# США на літніх Олімпійських іграх 2008

## Склад олімпійської команди США
США на Олімпіаді в Пекіні представляли 596 спортсменів — 310 чоловіків і 286 жінок. Вони взяли участь у 27 з 28 видів спорту — країна не була представлена лише в гандболі.
Троє з них беруть участь в своїй п'ятій олімпіаді: Дара Торрес, лучник Бутч Джонсон та велогонщик Джордж Хінкейпі. При цьому Дара Торрес брала участь в Олімпійських іграх в Лос-Анджелесі в 1984 році, коли багато її партнери по збірній ще навіть не народилися. Шейла Таорміна, яка бере участь у сучасному п'ятиборстві, стала першою в історії жінкою, якій вдалося пройти відбір на Олімпійські ігри в трьох різних видах спорту (раніше вона брала участь в плаванні та тріатлоні).
Найстаршим є 58-літній яхтсмен Джон Дейн, а наймолодша — 15-річна Мері-Бет Даннічей, чия партнерка з синхронних стрибків у воду з 10-метрової вишки Гейлі Ішімацу лише на кілька місяців старша від неї.
Майкл Фелпс, завоювавши 8 золотих медалей на додаток до 6 золотих медалей, виграних на Олімпіаді 2004 року в Афінах, став володарем найбільшої кількості золотих олімпійських медалей в історії сучасного спорту. Крім того, він обійшов Марка Спітца за кількістю золотих медалей, отриманих на одній Олімпіаді. Проте за загальною кількістю нагород (16) Фелпс поки відстає від прославленої радянської гімнастки Лариси Латиніної, у якої 18 олімпійських медалей.

## Медалі

### Золото
| Золото | |                                                      |
| №      | Спортсмени | Вид спорту (дисципліна)                              |
| 1      | Ерін Кафаро Ліндсі Шуп Анна Гудейл Елль Логан Енн Каммінс Сюзан Франсія Керолайн Лінд Керін Дейвіс Мері Віппл | Академічне веслування (жінки, вісімка)               |
| 2      | Крістін Армстронг | велошосе (жінки, гонка на час з роздільним стартом)  |
| 3      | Бізі Медден Вілл Сімпсон Лора Краут Маклейн Ворд | Кінний спорт (конкур, командна першість)             |
| 4      | Лашон Меррітт | Легка атлетика (чоловіки, 400 м)                     |
| 5      | Анджело Тейлор | Легка атлетика (чоловіки, 400 м з/б)                 |
| 6      | Стефані Браун-Трафтон | Легка атлетика (жінки, метання диска)                |
| 7      | Дон Гарпер | Легка атлетика (жінки, 100 м з/б)                    |
| 8      | Анна Таннікліфф | Вітрильний спорт (жінки, лазер радіал)               |
| 9      | Майкл Фелпс | плавання (чоловіки, комплексне плавання, 200 м)      |
| 10     | Майкл Фелпс | Плавання (чоловіки, комплексне плавання, 400 м)      |
| 11     | Майкл Фелпс | Плавання (чоловіки, вільний стиль, 200 м)            |
| 12     | Майкл Фелпс | Плавання (чоловіки, батерфляй, 100 м)                |
| 13     | Майкл Фелпс | Плавання (чоловіки, батерфляй, 200 м)                |
| 14     | Аарон Пірсол | Плавання (чоловіки, на спині, 100 м)                 |
| 15     | Раян Лохте | Плавання (чоловіки, на спині, 200 м)                 |
| 16     | Майкл Фелпс Гарретт Вебер-Гейл Каллен Джонс Джейсон Лезак Натан Едріан (попередні запливи) Бенджамін Уайлдмен-Тобрінер (попередні запливи) Метт Греверс (попередні запливи)                                                          | Плавання (чоловіки, вільний стиль, естафета 4х100 м) |
| 17     | Майкл Фелпс Райан Лохте Ріккі Беренс Пітер Вандеркай Клит Келлер (попередні запливи) Ерік Вендт (попередні запливи) Дейвід Уолтерс (попередні запливи)                                                                               | Плавання (чоловіки, вільний стиль, естафета 4х200 м) |
| 18     | Аарон Пірсол Брендан Хансен Майкл Фелпс Джейсон Лезак Метт Греверс (попередні запливи) Марк Ганглофф (попередні запливи) Іан Крокер (попередні запливи) Гаррет Вебер-Гейл (попередні запливи)                                        | Плавання (чоловіки, естафета 4×100 м комбінована)    |
| 19     | Наталі Кафлін | Плавання (жінки, на спині, 100 м)                    |
| 20     | Ребека Соні | Плавання (жінки, брас, 200 м)                        |
| 21     | Керрі Волш Місті Мей-Тренор | Пляжний волейбол (жінки)                             |
| 22     | Анастасія Люкін | Спортивна гімнастика (жінки, особиста першість)      |
| 23     | Шон Джонсон | Спортивна гімнастика (жінки, колода)                 |
| 24     | Волтон Еллер | Стрілянина (чоловіки, дабл-треп)                     |
| 25     | Вінсент Генкок | Стрілянина (чоловіки, круглий стенд)                 |
| 26     | Вінус Вільямс Серена Вільямс | Теніс (жінки, парний розряд)                         |
| 27     | Маріель Загуніс | Фехтування (шабля, жінки, особиста першість)         |
| 28     | Генрі Седжудо | Вільна боротьба (чоловіки, до 55 кг)                 |
| 29     | Кеппі Пондекстер Сеймон Огюстас Сью Берд Кара Лоусан Деліша Мілтон-Джонс Ліза Леслі Таміко Качінгс Тіна Томпсон Дайана Тауразі Сільвія Фоулес Кеті Сміт Кендес Паркер                                                                | Баскетбол (жінки)                                    |
| 30     | Карлос Бузер Джейсон Кідд Леброн Джеймс Дерон Вільямс Майкл Редд Двейн Вейд Кобі Браянт Двайт Говард Кріс Бош Кріс Пол Тейшон Прінс Кармело Ентоні                                                                                   | Баскетбол (чоловіки)                                 |
| 31     | Ллой Болл Габріель Гарднер Девід Лі Річард Лембурн Райан Міллар Вільям Прідді Шон Руні Райлі Селмон Клейтон Стенлі Скотт Тузінскі Кевін Хансен Томас Хофф                                                                            | Волейбол (чоловіки)                                  |
| 32     | Тодд Роджерс Філліп Делхоссер | Пляжний волейбол (чоловіки)                          |
| 33     | Браян Клей | Легка атлетика (чоловіки, десятиборстві)             |
| 34     | Лашон Мерітт Анджело Тейлор Девід Невілл Джеремі Уорінер | Легка атлетика (чоловіки, естафета 4х400 м)          |
| 35     | Мері Вінеберг Еллісон Фелікс Моніка Гендерсон Саня Річардс | Легка атлетика (жінки, естафета 4х400 м)             |
| 36     | Шеннон Бокс Ніколь Бернгарт Рейчел Бюлер Наташа Кай Стефані Кокс Керлі Ллойд Кейт Маркграф Гезер Міттс Емі Родрігес Гезер О'Рейллі Крісті Ремпон Гоуп Соло Ліндсей Терплі Елі Вогнер Анджела Гаклс Тобін Гіз Лорен Чені Лорі Челапні | Футбол (жінки)                                       |

### Срібло
| Срібло | |                                                  |
| №      | Спортсмен (-и) | Вид спорту (дисципліна)                          |
| 1      | Сада Джекобсон | Фехтування, шабля, жінки — особисту першість     |
| 2      | Наталі Кафлін Лейсі Німейер Кара Лінн Джойс Дара Торрес Емілі Сільвер (попередні запливи) Джулія Сміт (попередні запливи)                                                                            | Плавання, жінки, вільний стиль, естафета 4×100 м |
| 3      | Крістін Магнусон | Плавання, жінки, батерфляй, 100 м                |
| 4      | Кейті Гофф | Плавання, жінки, вільний стиль, 400 м            |
| 5      | Метт Греверс | Плавання, чоловіки, на спині, 100 м              |
| 6      | Ребекка Соні | Плавання, жінки, брас, 100 м                     |
| 7      | Джина Майлз | Кінний спорт (індивідуальне триборство)          |
| 8      | Шон Джонсон Настя Люкін Челлсі Меммель Саманта Пішаків Еліша Секремоні Бріджет Слоан | Спортивна гімнастика (жінки, командна першість)  |
| 9      | Ліндсей Берг Хізер Боун Кім Уіллоубай Кімберлі Гласс Дженніфер Джойнс Ніколь Девіс вогонь Ннамані Стейсі Сікора Даніела Скотт-Арруда Логан Том Тайіба Ханіф Робін Ах Моу-Сантос                      | Волейбол (жінки)                                 |
| 10     | Дара Торрес | Плавання, жінки, 50 м вільним стилем             |
| 11     | Маргарет Хольцер | Плавання, жінки, 200 м на спині                  |
| 12     | Наталі Кафлін Ребекка Соні Крістін Магнусон Дара Торрес Маргарет Хольцер (попередні запливи) Меган Джендрік (попередні запливи) Елейн Бріден (попередні запливи) Кара Лінн Джойс (попередні запливи) | Плавання, жінки, Естафета 4×100 м, комбінована,  |
| 13     | Мішель Геретт | Академічне веслування (жінки, одинак )           |
| 14     | Майк Дей | Велоспорт — BMX (чоловіки)                       |
| 15     | Меррілл Мосес Брендон Брукс Райан Бейлі Джеймс Крампхольц Тоні Азеведо Адам Райт Пітер Верласс Джесс Сміт Джеффрі Пауерс Лайн Бобьен Пітер Хаднат Рік Мерло Тім Хатта                                | Водне поло (чоловіки)                            |
| 16     | Елізабет Армстронг Патті Карденас Кемі Крейг Натали Гольда Елісон Грегорка Бріттані Хейз Джеймі Хіпп Хізер Петрі Джессіка Стеффенс Морайя Ван Норман Бренда Вілла Лорен Уенгер Елсі Уайндс           | Водне поло (жінки)                               |
| 17     | Шон Джонсон | Спортивна гімнастика (жінки, особиста першість)  |
| 18     | Шон Джонсон | Спортивна гімнастика (жінки, вільні вправи)      |
| 19     | Настя Люкін | Спортивна гімнастика (жінки, різновисокі бруси)  |
| 20     | Настя Люкін | Спортивна гімнастика (жінки, колода)             |
| 21     | Джонатан Хортон | Спортивна гімнастика (чоловіки, перекладина)     |
| 22     | Джина Майлс | Кінний спорт (індивідуальне триборство)          |
| 23     | Шоун Кроуфорд | Легка атлетика (чоловіки, 200 м)                 |
| 24     | Джеремі Ворінер | Легка атлетика (чоловіки, 400 м)                 |
| 25     | Дейвід Пейн | Легка атлетика (чоловіки, 110 м з бар'єрами)     |
| 26     | Керрон Клемент | Легка атлетика (чоловіки, 400 м з бар'єрами)     |
| 27     | Крістіан Кентуелл | Легка атлетика (чоловіки, штовхання ядра)        |
| 28     | Еллісон Фелікс | Легка атлетика (жінки, 200 м)                    |
| 29     | Шина Тоста | Легка атлетика (жінки, 400 м з бар'єрами)        |
| 30     | Дженніфер Стучінскі | Легка атлетика (жінки, стрибки з жердиною)       |
| 31     | Хайліс Фаунтейн | Легка атлетика (жінки, семиборство)              |
| 32     | Зак Рейлі | Вітрильний спорт (фін)                           |
| 33     | | Софтбол                                          |
| 34     | Меттью Еммонс | Стрілянина (чоловіки, гвинтівка лежачи, 50 м)    |
| 35     | Кімберлі Род | Стрілянина скит (обитель) (жінки)                |
| 36     | Марк Лопес | Тхеквондо (чоловіки, до 68 кг)                   |
| 37     | Тім Морхаус Джейсон Роджерс Кіт Смарт Джеймс Вільямс | Фехтування (чоловіки, командна шабля)            |
| 38     | Емілі Крос Ханна Томпсон Ерінн Смарт | Фехтування (жінки, командна рапіра)              |

### Бронза
| Бронза | |                                                    |
| #      | Спортсмен (-и) | Вид спорту (дисципліна)                            |
| 1      | Ребекка Уорд | Фехтування, шабля, жінки — особисту першість       |
| 2      | Райан Лікті | Плавання, чоловіки, комбінований стиль, 400 м      |
| 3      | Ларсен Дженсен | Плавання, чоловіки, вільний стиль, 400 м           |
| 4      | Кейті Гофф | Плавання, жінки, комбінований стиль, 400 м         |
| 5      | Корі Когделл | Стендова стрільба, треп, жінки                     |
| 6      | Пітер Вандеркай | Плавання, чоловіки, вільний стиль, 200 м           |
| 7      | Джейсон Тернер | стрілянина, чоловіки, пневматичний пістолет 10 м   |
| 8      | Бо Хупмен Метт Шнобріч Міка Бойд Уайетт Аллен Деніел Уолш Стівен Коппола Джош Інмен Брайан Волпенхайн Маркус Макелхенні | Академічне веслування (вісімки, чоловіки)          |
| 9      | Бретт Андерсон Блейн Ніл Метт Браун НЕТ Шірхольц Джеремі Каммінгс Майкл Коплав Террі тіфф Кевін Джепсен Брайан Дюнсінг Декстер Фоулер Брендон Найт Майк Хессман Кейсі Уітерс Джейсон Дональд Джейсон Нікс Тейлор Тігарден Стефен Страсбург Джейн Арріета Лу Марсон Метт Лапорта Тревор Кехілл Брайан Барден Джон Геллі Джефф Стівенс | Бейсбол (чоловіки)                                 |
| 10     | Райан Лікті | Плавання, чоловіки, комбінований стиль, 200 м      |
| 11     | Наталі Кафлін Ребекка Соні Крістін Магнусон Дара Торрес Маргарет Хольцер (попередні запливи) Меган Джендрік (попередні запливи) Елейн Бріден (попередні запливи) Кара Лінн Джойс (попередні запливи) | Плавання, жінки, комбінована естафета 4×100 м      |
| 12     | Боб Браян Майк Браян | Теніс (Чоловіки, парний розряд)                    |
| 13     | Деонтей Вайлдер | Бокс (до 91 кг)                                    |
| 14     | Адам Уілер | Греко-римська боротьба (чоловіки, до 96 кг)        |
| 15     | Ренді Міллер | Вільна боротьба (жінки, до 55кг)                   |
| 16     | Донні Робінсон | Велоспорт — BMX (чоловіки)                         |
| 17     | Джилл Кінтнер | Велоспорт — BMX (жінки)                            |
| 18     | Олександр Артем Радж Бхавсар Джо Хегерті Джонатан Хортон Джастін Спрінг Кевін Тан | Спортивна гімнастика (чоловіки, командна першість) |
| 19     | Настя Люкін | Спортивна гімнастика (жінки, вільні вправи)        |
| 20     | Ронда Рауза | Дзюдо (жінки, до 70 кг)                            |
| 21     | Бізі Медден | Кінний спорт (індивідуальний конкур)               |
| 22     | Волтер Дікс | Легка атлетика (чоловіки, 100 м)                   |
| 23     | Волтер Дікс | Легка атлетика (чоловіки, 200 м)                   |
| 24     | Дейвід Невілл | Легка атлетика (чоловіки, 400 м)                   |
| 25     | Дейвід Олівер | Легка атлетика (чоловіки, 110 м з бар'єрами)       |
| 26     | Бершоун Джексон | Легка атлетика (чоловіки, 400 м з бар'єрами)       |
| 27     | Саня Річардс-Росс | Легка атлетика (жінки, 400 м)                      |
| 28     | Шалейн Фленаган | Легка атлетика (жінки, 10000 м)                    |
| 29     | Дайана Лопес | Тхеквондо (жінки, до 57 кг)                        |
| 30     | Стівен Лопес | Тхеквондо (чоловіки, до 80 кг)                     |
| 31     | Сада Джекобсон Бекка Ворд Маріель Загуніс | Фехтування (жінки, командна шабля)                 |
| 32     | Наталі Кафлін | Плавання (жінки, 100 м вільним стилем)             |
| 33     | Наталі Кафлін | Плавання (жінки, 200 м комплексним плаванням)      |
| 34     | Маргарет Хольцер | Плавання (жінки, 100 м на спині)                   |
| 35     | Джейсон Лезак | Плавання (чоловіки, 100 м вільним стилем)          |
| 36     | Леві Лейфеймер | Велоспорт (чоловіки, роздільна гонка)              |